# Valeriana tajuvensis
Valeriana tajuvensis là một loài thực vật có hoa trong họ Kim ngân. Loài này được Sobral miêu tả khoa học đầu tiên năm 1999.